# Departamento de Transportes dos Estados Unidos
O Departamento de Transporte dos Estados Unidos (USDOT ou DOT) é um departamento do gabinete federal do governo dos EUA que se preocupa com o transporte. Foi instituído por ato do Congresso, a 15 de outubro de 1966 e começou a operar a 1 de abril de 1967. Sendo que este Departamento é liderado, pelo Secretário de Transportes dos Estados Unidos.

## História
Antes do Departamento de Transporte, o Subsecretário do Comércio para Transporte administrava as funções agora associadas ao DOT. Em 1965, Najeeb Halaby, administrador da Federal Aviation Agency — a futura Federal Aviation Administration (FAA) — sugeriu ao presidente dos Estados Unidos Lyndon B. Johnson que o transporte fosse elevado a um posto de nível de gabinete e que a FAA fosse incorporada ao DOT.  A ideia de ter um departamento federal de transporte já tinha sido proposta pela primeira vez, pelo ex-presidente Woodrow Wilson em 1921–1922.

## Escritórios Administrados
- Federal Aviation Administration (FAA)
- Administração Rodoviária Federal (FHWA)
- Federal Motor Carrier Safety Administration (FMCSA)
- Federal Railroad Administration (FRA)
- Federal Transit Administration (FTA)
- Administração Marítima (MARAD)
- Administração Nacional de Segurança de Tráfego Rodoviário (NHTSA)
- Escritório do Inspetor-Geral (OIG)
- Escritório da Secretaria de Transportes (OST)
- Administração de segurança de dutos e materiais perigosos (PHMSA)
- Saint Lawrence Seaway Development Corporation (SLSDC)
- Centro Nacional de Sistemas de Transporte John A. Volpe
- Bureau of Transportation Statistics (BTS)O selo do Departamento de Transporte dos EUA antes de 1980

O selo do Departamento de Transporte dos EUA antes de 1980

## Antigos Escritórios Administrados
- Administração de Segurança de Transporte – transferida para o Departamento de Segurança Interna em 2003
- Guarda Costeira dos Estados Unidos – transferida para o Departamento de Segurança Interna em 2003
- Surface Transportation Board (STB) – desmembrada como uma agência federal independente em 2015

## Orçamento
Em 2012, o DOT concedeu US$ 742,5 milhões em fundos da Lei de Recuperação e Reinvestimento Americana para 11 projetos de trânsito. Os premiados incluem projetos de metrô leve. Outros projetos incluem uma extensão de comboio suburbano e um projeto de metrô na cidade de Nova Iorque, e um sistema de autocarro rápido em Springfield, Óregon. Os fundos subsidiar um ferroviário pesado projeto no norte da Virgínia, completando o Metropolitan Area Transit Authority Washington's Metro Linha de prata para conectar Washington, DC, Aeroporto Internacional Washington Dulles. (O DOT concordou anteriormente em subsidiar a construção da Silver Line para Reston, Virgínia) 
O pedido de orçamento do presidente Barack Obama para o ano fiscal de 2010 também incluiu US$ 1,83 bilhão em financiamento para grandes projetos de trânsito, dos quais mais de US$ 600 milhões foram para 10 novos projetos de trânsito ou em expansão. O orçamento forneceu financiamento adicional para todos os projetos que atualmente recebem financiamento da Lei de Recuperação, exceto para o projeto de ônibus rápido. Também continuou a financiar outros 18 projetos de trânsito que estão atualmente em construção ou em breve.
Segundo o mesmo, a Lei de Dotações Consolidadas de 2014 delega US$ 600 milhões para Investimentos em Infraestrutura, conhecidos como Subsídios Discricionários.
O Departamento de Transporte autorizou um orçamento para o ano fiscal de 2016 de US$ 75,1 bilhões. A autorização orçamentária é dividida da seguinte forma: 
| Administração                                           | Financiamento (em milhões) | Funcionários (FTE) |
| ------------------------------------------------------- | -------------------------- | ------------------ |
| Federal Aviation Administration                         | $16,280.7                  | 45,988             |
| Federal Highway Administration                          | $43,049.7                  | 2,782              |
| Federal Motor Carrier Safety Administration             | $580.4                     | 1,175              |
| National Highway Traffic Safety Administration          | $869.0                     | 639                |
| Federal Transit Administration                          | $11,782.6                  | 585                |
| Federal Railroad Administration                         | $1,699.2                   | 934                |
| Pipelines and Hazardous Materials Safety Administration | $249.6                     | 575                |
| Maritime Administration                                 | $399.3                     | 835                |
| Saint Lawrence Seaway Development Corporation           | $28.4                      | 144                |
| Office of the Secretary                                 | $935.4                     | 1,284              |
| Office of the Inspector General                         | $87.5                      | 413                |
| TOTAL                                                   | $75,536.1                  | 55,739             |